# غرطر أسود
غرطر أسود (الاسم العلمي: Thamnophis atratus) (بالإنجليزية: Santa Cruz garter snake )‏ هو نوع من الزواحف يتبع جنس الغرطر من فصيلة الأحناش.